# 嘎瓦·巴特呼
嘎瓦·巴特呼（羅馬化：Gavaagiin Batkhüü；1960年—）蒙古族，蒙古前杭爱省人，蒙古国政治人物。

## 生平
巴特呼1960年生于前杭爱省。1983年毕业于哈尔科夫经济研究所运输经济学专业。此后他投身运输业，在交通部任职员直到1992年。此后，他开办了自己的摩托车公司“Shunkhlai”。1996年，他回到蒙古国交通部任职。1999年至2000年，他担任蒙古国基础设施发展部部长。巴特呼是蒙古民族民主党党员、民主党党员。在2004年国家大呼拉尔选举中，巴特呼作为“祖国－民主联盟”候选人在前杭爱省第25选区当选。2004年9月，被任命为蒙古国交通运输和旅游部部长。

## 家庭
巴特呼已婚，有三个孩子。巴特呼喜欢马，也喜欢骑马。